# Rudolf Thiel (Mediziner)
Rudolf Thiel (* 13. November 1894 in Berlin; † 7. September 1967 in Spanien) war ein deutscher Augenarzt, Hochschullehrer und Autor von ophthalmologischen Standardwerken.

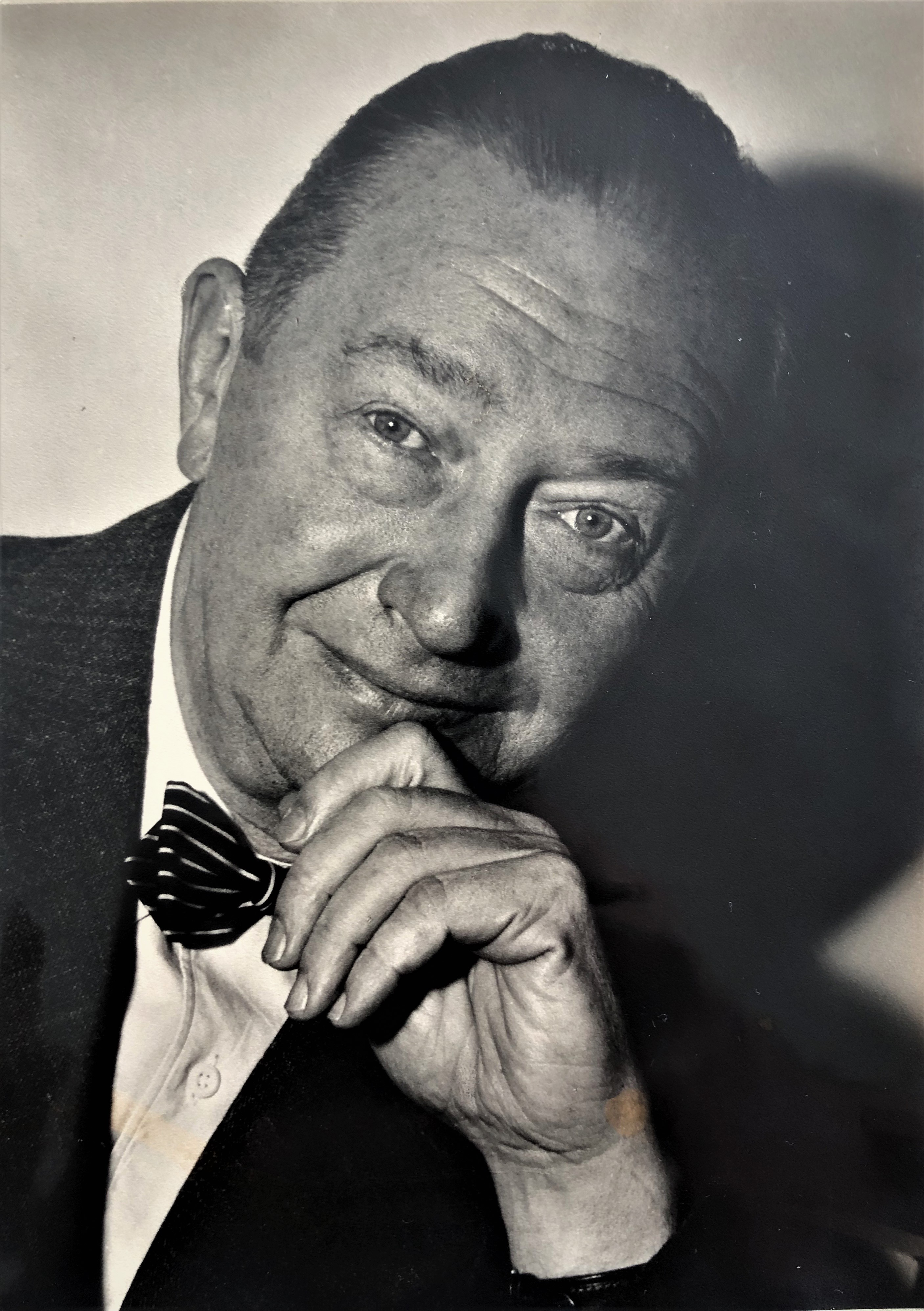
Rudolf Thiel

## Leben und Wirken
Rudolf Thiel studierte Medizin an den Universitäten Freiburg, Tübingen und Jena. Ab dem Wintersemester 1913/14 war er Mitglied der Studentenverbindung A. V. Igel Tübingen. 1920 reichte er in Jena seine Dissertation ein. Von 1921 bis 1925 hatte er dann dort zwei Assistenzstellen inne: Eine am pathologischen Institut und eine weitere an der dortigen Augenklinik. Danach wechselte zurück an die Universität Berlin, wo er unter Emil Krückmann arbeitete und sich im gleichen Jahr habilitierte; 1929 wurde er dort außerordentlicher Professor.
Im Jahr 1935 wurde er Nachfolger von Otto Schnaudigel als Ordinarius für Augenheilkunde an der Universität Frankfurt. Schnaudigel war zuvor vom Reichsminister für Wissenschaft, Erziehung und Volksbildung, Bernhard Rust, von seinen Pflichten entbunden worden. Thiel war zwar kein NSDAP-Mitglied, aber auch unter seiner Leitung wurden Mitarbeiter der Universitäts-Augenklinik aus „rassischen“ Gründen entlassen, denn bereits 1933 war die gesamte Frankfurter Universitätsmedizin nazifiziert. Thiel saß ab 1941 der Vereinigung Rhein-Mainischer Augenärzte vor. In der Augenklinik war auch eine Wehrmachtsambulanz und Thiel war Kommandeur des Augenlazaretts der Klinik. Aufgrund seiner politisch neutralen Haltung wurde er, der wie die anderen Ordinarien militärisch auch Oberfeldarzt der Reserve gewesen war, 1945 in den Entnazifizierungsausschuss der Medizinischen Fakultät berufen. An der Augenklinik wirkte er weiterhin als Chefarzt und Ordinarius.
Nachdem Thiel es 1930 Thiel erstmals gelang, einen durch eine Spaltlampe untersuchten Augenausschnitt zu fotografieren, konzentrierte er sich auf die Erforschung des Glaukoms.
Thiel wurde 1944 in die Deutsche Akademie der Naturforscher Leopoldina gewählt. Für seine Lebensleistung erhielt er 1957 die Graefe-Medaille der Deutschen Ophthalmologischen Gesellschaft. 1964 wurde ihm die Ehrenplakette der Stadt Frankfurt am Main verliehen. Thiel starb auf einer Spanienreise.

## Mitgliedschaften
- Vereinigung Rhein-Mainischer Augenärzte (Thiel hatte hier von 1941 bis 1960 den Vorsitz inne)
- Deutsche Ophthalmologische Gesellschaft (1956–1957 war er Präsident)

## Veröffentlichungen (Auswahl)
- Über vier Fälle von eitriger metastatischer Ophthalmie. Jena 1920 (Dissertation).
- Röntgendiagnostik des Schädels bei Erkrankungen des Auges und seiner Nachbarorgane. 1934.
- Gegenwartsprobleme der Augenheilkunde. 1937.
- Atlas der Augenkrankheiten: Sammlung typischer Krankheitsbilder. 1937.
- Ophthalmologische Operationslehre. 1945.
- als Hrsg.: Bücherei des Augenarztes. Ferdinand Enke, Stuttgart.
- Der Diabetes mellitus ein Gefäss-Problem? 1956.